# GKS Piast Gliwice
El Gliwicki Klub Sportowy Piast Gliwice és un club de futbol polonès de la ciutat de Gliwice. El nom del club fa referència a la Dinastia Piast polonesa.

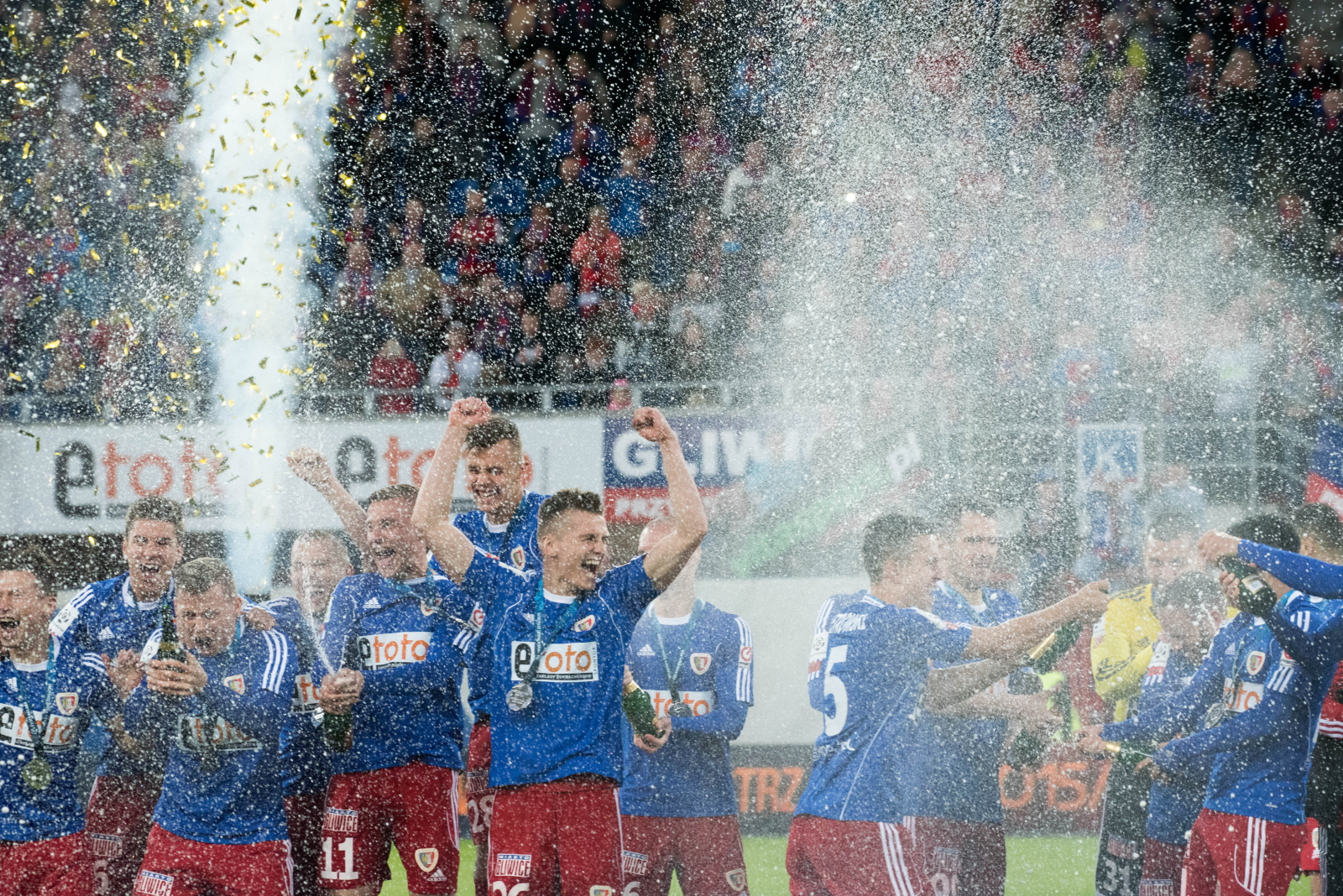
Piast Gliwice el 2016.

## Història

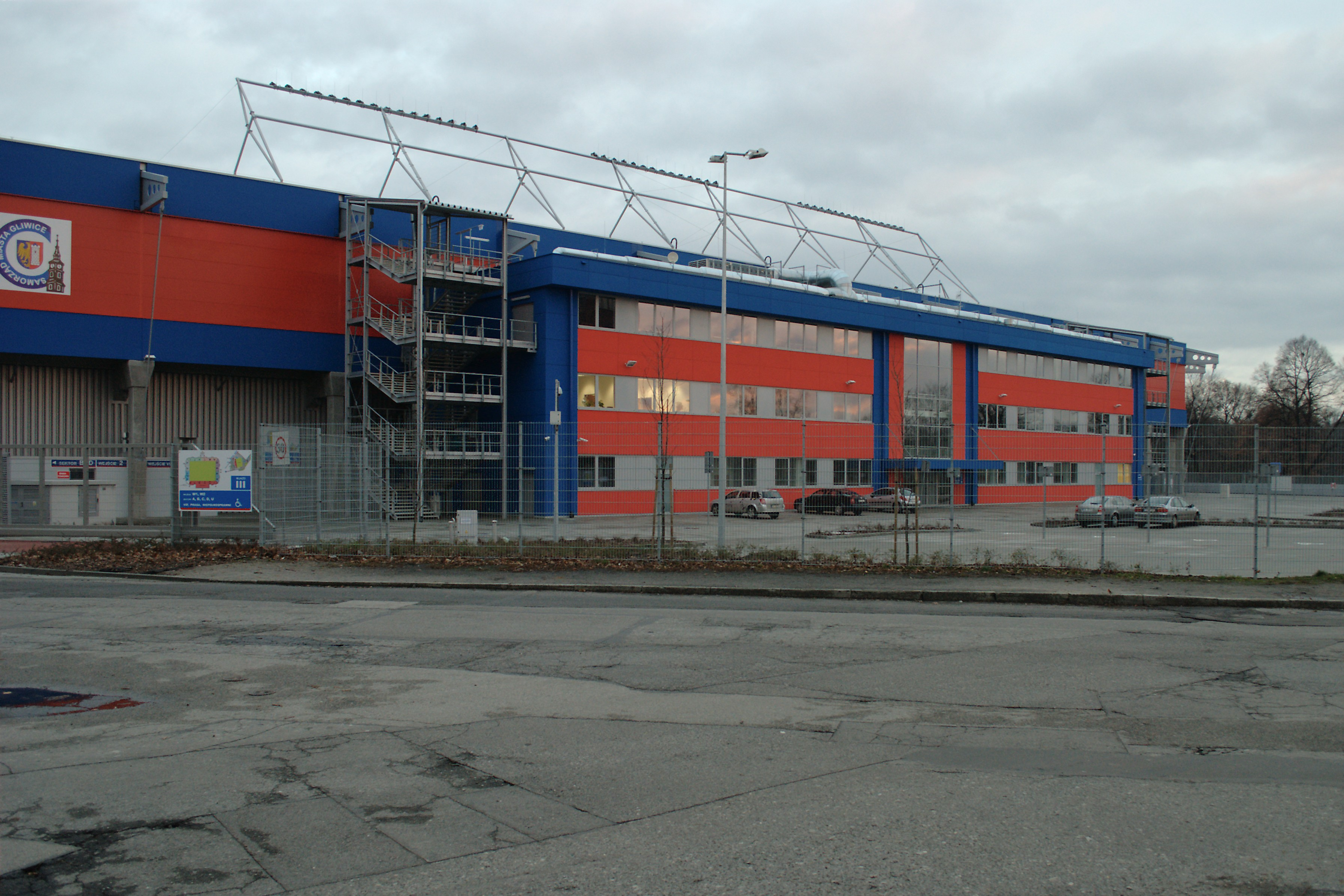
Stadion Piast.

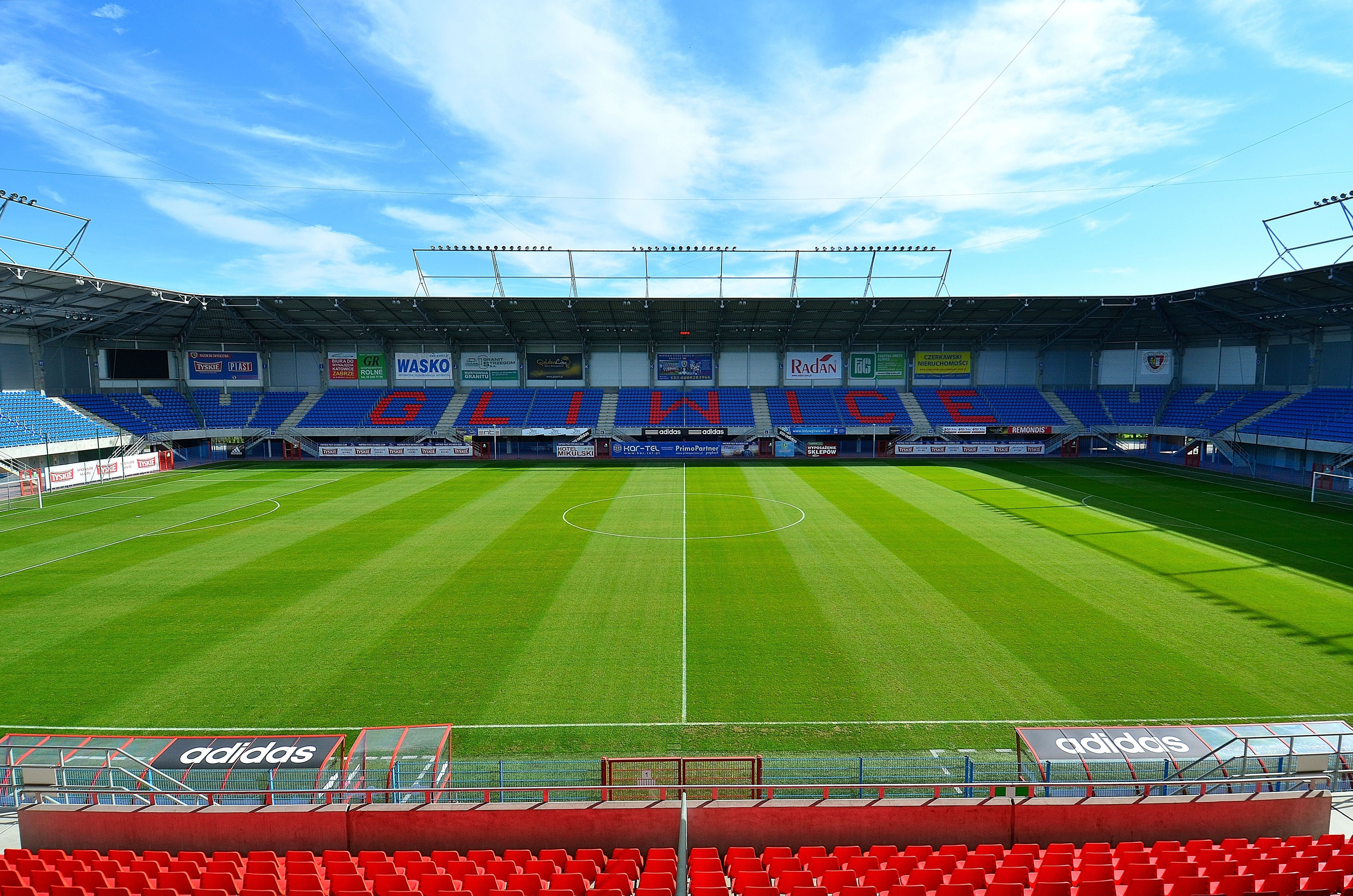
Stadion Piast.

El club va ser fundat el juny de 1945 per repatriats polonesos de la Ucraïna Occidental. Evolució del nom:
- 1945: KS Piast Gliwice
- 1946: KSM Piast Gliwice
- 1947: ZKSM Piast Gliwice
- 1949: ZS Metal Piast Gliwice fusionat amb ZKSM Huta Łabędy, ZKS Walcownia Łabędy, RKS Jedność Rudziniec, RKS PZS Gliwice i ZKS Silesia Gliwice
- 1949: ZKS Stal Gliwice
- 1951: ZKS Stal GZUT Gliwice
- 1955: ZKS Piast Gliwice
- 1957: KS Piast Gliwice
- 1961: SKS Piast Gliwice
- 1964: GKS Piast Gliwice fusionat amb GKS Gliwice i KS Metal Gliwice
- 1983: MC-W GKS Piast Gliwice
- 1989: CWKS Piast-Bumar Gliwice fusionat amb ZTS Łabędy (Gliwice)
- 1990: CWKS Bumar-Piast Gliwice
- 1990: KS Bumar Gliwice
- 1990: KS Bumar Łabędy (Gliwice)
- 1990: KS Bumar Gliwice
- 1991: KS Piast-Bumar Gliwice
- 1992: MC-W GKS Piast Gliwice
- 1995: KS Bojków Gliwice fusionat amb KS Bojków Gliwice
- 1995: KS Piast Bojków Gliwice
- 1996: GKS Piast Gliwice

Ha estat dos cops finalista de copa els anys 1978 i 1983, i ha participat en competicions europees.